# Carl-Albert Brüll
Carl-Albert Maria Brüll (* 5. Mai 1902 in Görlitz; † 21. Oktober 1989 in West-Berlin) war ein deutscher Rechtsanwalt.

## Leben und Wirken
Brüll war Sohn eines Rechtsanwalts und Notars und wurde katholisch getauft.
Er studierte bis 1929 Rechtswissenschaft in Freiburg im Breisgau, München und Breslau, war bis 1935 in Görlitz als Referendar tätig und trat in den NS-Juristenbund ein. Nach dem 2. Staatsexamen in Berlin wurde Brüll Rechtsanwalt in Görlitz. Der NSDAP gehörte er nicht an. Ab 1940 diente er bei der Wehrmacht.

### Wehrdienst und Lagerhaft
In der Wehrmacht wurde Carl-Albert Brüll wegen seiner guten Französischkenntnisse als Dolmetscher in einem Kriegsgefangenenlager in Görlitz-Moys eingesetzt. Dort war seit dem Winter 1940/41 der französische Komponist Olivier Messiaen inhaftiert. Brüll verschaffte ihm Notenpapier, Stifte und einen Arbeitsraum. Messiaen schrieb in dieser Zeit das Quartett „Quatuor pour la fin du temps“ (Quartett für das Ende der Zeit), das am 15. Januar 1941 in einer Lagerbaracke uraufgeführt wurde. 1944 geriet er in britische Gefangenschaft.

### Prozess Meinshausen/Malitz 1948
Nach Entlassung aus der britischen Gefangenschaft kehrte Brüll Anfang 1947 nach Görlitz zurück und setzte seine Arbeit als Anwalt fort. Anfang 1948 wurde in der Görlitzer Stadthalle ein Prozess gegen zwei Görlitzer Repräsentanten des Nationalsozialismus, den ehemaligen Oberbürgermeister Hans Meinshausen und den ehemaligen NSDAP-Kreisleiter Bruno Malitz, verhandelt. Brüll wurde zum Offizialverteidiger ernannt.
Meinshausen war Reichsredner und Stellvertreter des Gauleiters Joseph Goebbels gewesen, danach 1933 Stadtschulrat von Berlin. 1944 wurde er als Oberbürgermeister nach Görlitz versetzt. Nach Kriegsende von den Amerikanern interniert, verlangten die Sowjets und die Akteure der sächsischen SED 1947 von den Behörden unter General Clay seine Auslieferung. Für den Prozess in Görlitz projektierte die SBZ-Justiz ein „Nürnberg der Zone“. Die Hinrichtung 1948 erfolgte nicht wegen „schwerster Verbrechen gegen die Bevölkerung“, sondern wegen der allgemeinen Mitschuld am NS-System und „vorsorglich“ zum Schutz vor einem versierten Propagandisten. Brüll widmete sich mit der „notwendigen Objektivität“ seiner Aufgabe. Er musste sich mit den Behinderungen, den Risiken und politisch begründeten Gefährdungen auseinandersetzen. Die Fallakten konnten und durften nicht vorher eingesehen werden. Die Ladung von Zeugen der Verteidigung wurde abgelehnt. Die Anwälte sollten nicht wirklich wirksam tätig werden, aber immerhin so auftreten, dass der Schein von Rechtsstaatlichkeit gewahrt wurde.
Die beiden Anwälte behandelten relativ ausführlich Verfahrensprobleme, Fragen der Rechtsauffassung und die Behinderung der Verteidigung durch Verhinderung der Akteneinsicht, die Nichtladung von Entlastungszeugen und Gesprächen mit Mandanten unter Anwesenheit Dritter. Über das Risiko, das die Anwälte eingingen, kann man nur spekulieren. Brülls fasste zusammen: „Das Urteil ist also in seinen Feststellungen fehlerhaft, lückenhaft und widerspruchsvoll und kann in seiner rechtlichen Würdigung keinen Bestand haben. Ich beantrage daher, das angefochtene Urteil nebst den ihm zugrundeliegenden Feststellungen aufzuheben und die Sache zur erneuten Verhandlung und anderweiten Entscheidung an ein anderes Gericht zu verweisen.“ Mit ihrer Arbeitsweise trugen die Anwälte unwillentlich zum Bild einer ernsthaften und seriösen DDR-Rechtsprechung bei und spielten bei ihrem Kampf für die Strafprozessordnung von 1928 unabsichtlich das Spiel des Tages mit.

### 17. Juni 1953
Brüll tauchte wieder auf im Zusammenhang mit den Vorgängen am 17. Juni 1953 in Görlitz. Beschäftigte beim Lokomotivbau und Waggonbau LOWA hatten sich mit den Aufständischen in Berlin solidarisiert und für höhere Löhne, Preissenkungen und Abschaffung der Normen eingesetzt. Gegen Mittag kam es auf dem Obermarkt (damals „Leninplatz“) zu einer großen Demonstration. Der Oberbürgermeister wurde „abgewählt“, eine vorläufige neue Stadtverwaltung gebildet, Ordnerbinden verteilt für einen Ordnungsdienst, der örtliche MfS-Sitz übernommen, die SED-Kreisleitung und das Rathaus besetzt und die beiden lokalen Haftanstalten geöffnet. Nachmittags waren dreißig- bis vierzigtausend Menschen aus Görlitz und Umgebung versammelt. Gegen Abend lösten dann Kasernierte Volkspolizei (KVP) und die Sowjetische Armee mit Panzern die Szene auf. Brüll war nachmittags von einem dienstlichen Termin auswärts auf den Obermarkt zurückgekehrt und kam dazu, nachdem die Görlitzer Haftanstalten geöffnet worden waren. 416 Personen (von insgesamt über 1.300 im ganzen Land) waren vorübergehend befreit worden. Brüll veranlasste, die Fallakten herbeizuschaffen und hat sich dann – nach eigenen Aussagen – um die Trennung der Dokumente von kriminellen und politischen Personen gekümmert und für die Sicherung der Papiere vor Verlust gesorgt. Er machte sich noch anderweitig nützlich, übernahm zeitweise einen Schlüsselbund für die Lokalität und kümmerte sich gegenüber Hotelbesitzern um die vorübergehende Unterbringung der obdachlosen Häftlinge. Der Anwalt fühlte sich offensichtlich nicht gefährdet und blieb in seiner Stadt.
Carl-Albert Brüll wurde am 24. Juni 1953 verhaftet und am 12. August 1953 vom Bezirksgericht Dresden auf Grund § 115 Abs. 2 StGB wegen „Aufruhr und Gefangenenbefreiung in führender Rolle (als Rädelsführer)“ zu fünf Jahren Zuchthaus in der Haftanstalt Waldheim verurteilt.
Die Berufszulassung wurde entzogen und die Kanzleiräume aufgelöst. 1956 wurde er aus der Haft entlassen und flüchtete am 6. Dezember 1956 nach West-Berlin. Dort fand er eine Anstellung bei der Berliner Justizverwaltung, wurde 1958 Verwaltungsgerichtsrat, zuständig für Angelegenheiten von DDR-Flüchtlingen.
Brüll heiratete 1956, kurz nach der Entlassung aus dem Zuchthaus in Görlitz. Am 22. September 1958 legte die Staatssicherheit eine Akte über ihn an, weil er im Verdacht stand, Spionagetätigkeiten über Familienverbindungen in Görlitz zu pflegen. In den Siebzigern lief dann dieses uninteressant gewordene Thema aus. Der Verwaltungsgerichtsrat Carl-Albert Brüll schied Ende der 1960er Jahre aus dem aktiven Dienst aus und widmete sich ausgewählten Fachthemen. Er engagierte sich in der Beratung von Fragestellern zu Ost-West-Problemen, für die Bundesregierung ebenso wie für Vertriebenenverbände und private Personen mit DDR-Hintergrund. So lange aktuell, wirkte er auch im Rahmen des Untersuchungsausschusses Freiheitlicher Juristen mit.